# Ваджра-дзвоник

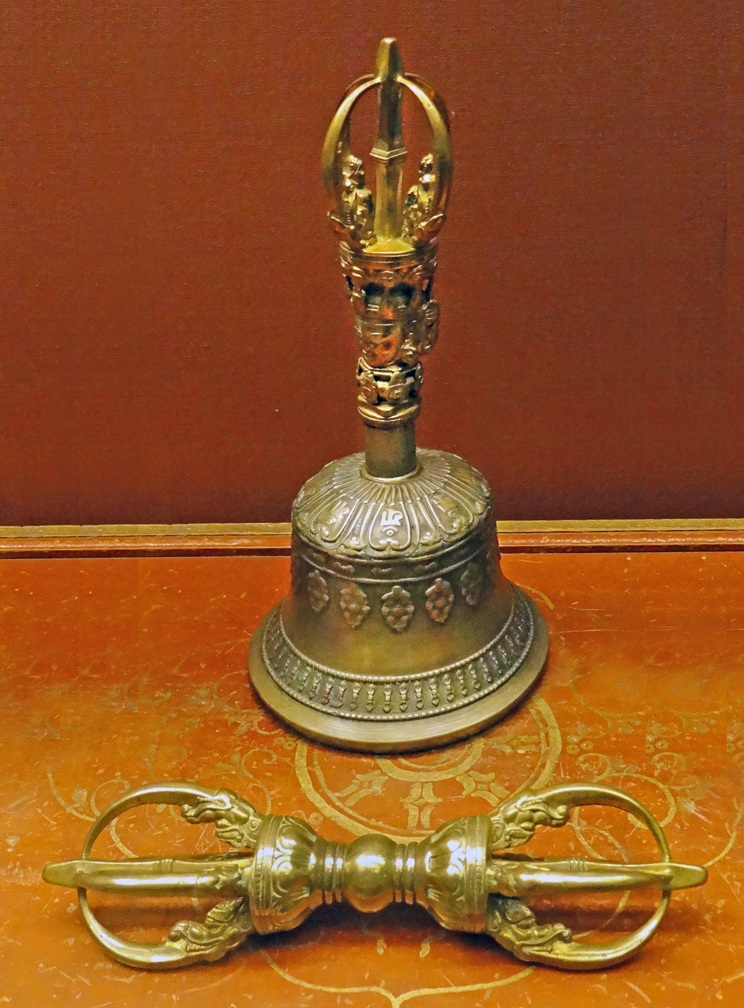
Гханта і Ваджра (Британський музей)

Ваджра-дзвоник (санскр. ghaṇṭā [гханта], тиб. [dril bu]) — срібний дзвоник з золотим рукв'ям, що є половинкою ваджри, звідки і походить назва.
Хоч Гханта означає будь-який ритуальний дзвін(предмет) в індуїзмі, у той час як Дрілбу — теж такий дзвін але з «ваджрарною» ручкою, в багатьох джерелех їх подають як синонімічні поняття.
Є невід'ємним атрибутом у буддизмі.
Символізує жіночу духовність та позамежну мудрість (праджні).